# Stiepan Riepin
Stiepan Spiridonowicz Riepin (ros. Степан Спиридонович Репин, ur. 15 grudnia?/28 grudnia 1906 we wsi Mokriecy w powiecie jaranskim w guberni wiackiej, zm. 18 października 1982 w Kysztymie) – radziecki wojskowy, czerwonoarmista, Bohater Związku Radzieckiego (1944).

## Życiorys
Urodził się w rodzinie chłopskiej. Do 1916 skończył dwie klasy szkoły, od 1922 mieszkał w Jekaterynburgu, gdzie był uczniem cieśli i potem cieślą, później pracował na budowach. Od 1931 należał do WKP(b). W 1931 został skierowany na kursy dyrektorów w Uralo-Kazachstańskiej Akademii Przemysłowej w Swierdłowsku, które ukończył w 1932 i został zastępcą naczelnika budowy przedsiębiorstwa przemysłu elektromaszynowego, a w 1936 dyrektorem fabryki w Kysztymie. 12 stycznia 1942 został powołany do Armii Czerwonej, skończył kursy instruktorów sanitarnych w mieście Suchoj Łog w obwodzie swierdłowskim. W kwietniu 1942 wraz z dywizją został skierowany do Morszanska w obwodzie tambowskim, a w lipcu 1942 znalazł się na Froncie Briańskim jako instruktor sanitarny. Brał udział w operacji woronesko-woroszyłowgradzkiej i woronesko-charkowskiej, był ranny i kontuzjowany. Latem i jesienią 1943 jako instruktor sanitarny 3 kompanii 3 batalionu 465 pułku piechoty 167 Dywizji Piechoty 38 Armii Frontu Woroneskiego brał udział w operacji biełgorodzko-charkowskiej i czernihowsko-połtawskiej, d 8 do 22 sierpnia 1943 wynosząc z pola walki 25 rannych. Tylko 19 września wyniósł z pola walki 17 rannych. Wyróżnił się udzielając pomocy rannym zwłaszcza podczas forsowania Dniepru w rejonie Wyszogrodu w obwodzie kijowskim 30 września 1943. W jednej z walk został ciężko ranny, po wyjściu ze szpitala w lutym 1944 został zdemobilizowany z powodu stanu zdrowia. Pracował w różnych przedsiębiorstwach w Kysztymie.

## Odznaczenia
- Złota Gwiazda Bohatera Związku Radzieckiego (10 stycznia 1944[2])
- Order Lenina (10 stycznia 1944)
- Order Czerwonej Gwiazdy (8 października 1943)

I medale.